# نیوان سوق
نیوان سوق، روستایی از توابع بخش مرکزی شهرستان گلپایگان در استان اصفهان ایران است.

## اطلاعات کلی
این روستا در دهستان نیوان قرار دارد و براساس سرشماری مرکز آمار ایران در سال ۱۳۸۵، جمعیت آن ۱٬۰۴۷ نفر (۳۳۸خانوار) بوده‌است.نیو واژه ایی فارسی و به چم(معنی)پهلوان می باشد.روستای نیوان سوق دارای زمین های حاصل خیز کشاورزی است و تقریبا همه چیز در آن قابل کشت می باشد.روستا از گذشته های بسیار دور دارای کاریز بوده که شوربختانه اکنون آب در آن جاری نیست و شوربختانه تر اینکه توسط عده ایی غیر بومی و کم اطلاع از داستان آب در دنیای امروز در بسیاری از نقاط به خلاف رویه جاری در دنیا روی آن پوشانده شده است.روستا دارای قلعه قدیمی و حمام عمومی بوده و در مجموع سر سبز می باشد.در صورت رسیدگی محل های مناسبی برای بوم‌گردی و حضور گردشگر دارد.